# Palaeocastor
Genre
Palaeocastor est un genre éteint  de castoridés qui a vécu dans les badlands de l'Amérique du Nord durant la fin de l'Oligocène.

## Espèces
- † P. fossor Peterson, 1905
- † P. magnus Romer & McCormack, 1928
- † P. nebrascensis Leidy, 1856
- † P. pensinsulatus Cope, 1881
- † P. simplicidens Matthew, 1907
- † P. wahlerti Korth, 2001

## Habitat

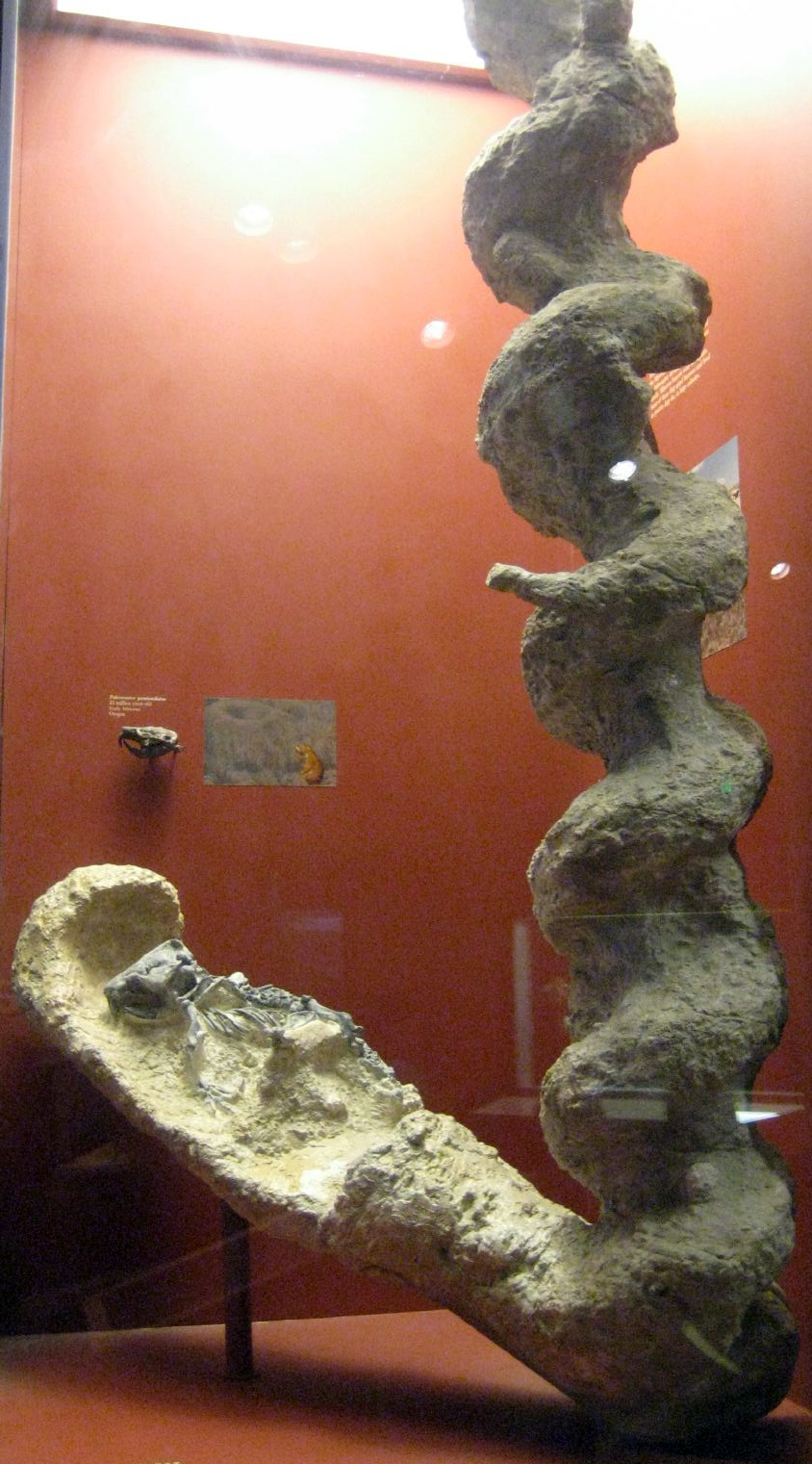
Terrier de Palaeocastor fossor.

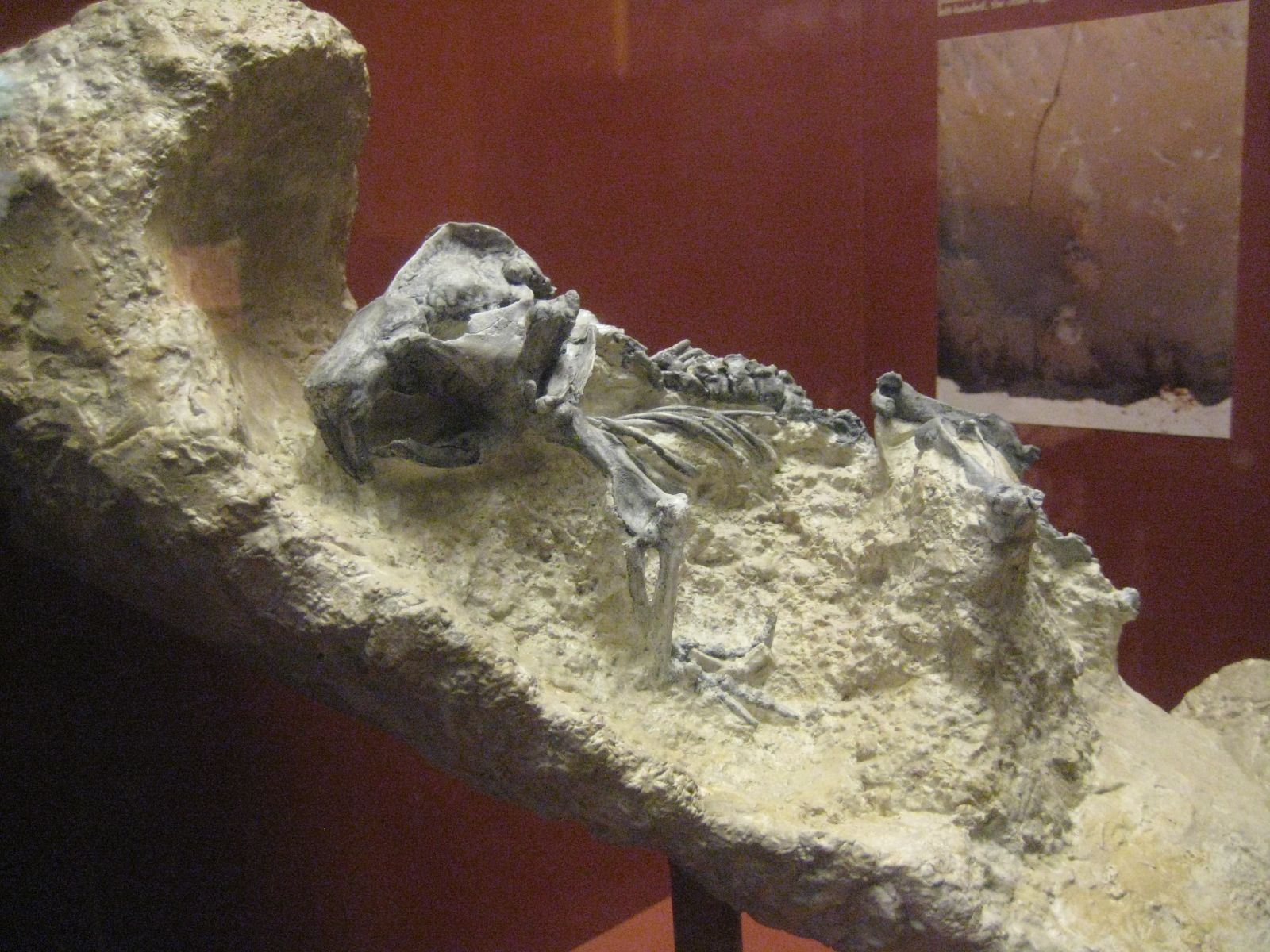
Squelette de Palaeocastor fossor.

L'espèce Palaeocastor peninsulatus avait comme habitat des terriers en forme de tire-bouchon et des tunnels. Comme de nombreux castors, c'était avant tout un animal fouisseur, plutôt qu'un animal aquatique. Ils creusaient leur terrier si particulier non avec leurs griffes mais avec leurs incisives. Des fossiles montrent qu'il vivait en famille, comme les castors d'aujourd'hui. 